# Египетские ночи (балет)
Еги́петские но́чи (фр. Nuit d’Egypte) — одноактный балет в постановке М. М. Фокина 1908 года по новелле «Ночь Клеопатры» Т. Готье на музыку балета А. С. Аренского «Ночь в Египте» (Nuit d’Egypte, op. 50). Для первого балетного Русского сезона был значительно переработан и на премьере Русского балета Дягилева в 1909 году был показан под названием «Клеопатра».

## История создания
В 1900 году по новелле Теофиля Готье «Ночь Клеопатры» А. С. Аренский сочинил музыку своего единственного балета, фигурирующего в справочниках под названиями «Ночь в Египте», «Египетские ночи», «Ночи в Египте», или, как в Музыкальном словаре Римана, «Египетская ночь» (фр. Nuit d’Egypte).
В своём фундаментальном труде по истории русского балета В. М. Красовская привела данные из неопубликованных воспоминаний Н. А. Солянникова о попытке постановки балета А. С. Аренского Л. И. Ивановым. Спектакль планировалось провести в Петергофе по поводу приезда в Россию персидского шаха. Согласно тем воспоминаниям, показ балета «Ночи в Египте» состоялся 3 марта 1901 года в Эрмитажном театре. Премьера шла с участием М. М. Петипа и М. Ф. Кшесинской, но во многих исследованиях указывается, что постановка Л. И. Иванова не состоялась, поскольку документальные подтверждения события отсутствуют.
Спустя несколько лет идею Иванова воплотил Фокин. Музыка Аренского была использована в постановке Фокина «Ночь в Египте» в 1908 году, которая на премьере в Мариинском театре в 1909 году шла под названием «Египетские ночи». В своих воспоминаниях о создании балета Фокин писал, что для придания достоверности постановки «Танца со змеёй» принёс на репетицию Павловой живую змею. Авторы критических заметок о премьере ошибочно предполагали, что сюжет создавался по повести А. С. Пушкина «Египетские ночи». В 1909 году за постановку «Египетских ночей», «Эвники» и «Павильона Армиды» Фокин получил от дирекции 3 000 рублей, а министерство двора наградило балетмейстера золотой медалью «за отличную и полезную службу» и предоставило ему отпуск за границу с сохранением содержания.
Вскоре, при первом исполнении в театре Шатле в Париже в 1909 году в первом балетном Русском сезоне, по предложению С. П. Дягилева кардинально переработанное сочинение хореографа стало назваться «Клеопатра». От музыкальной основы Аренского остались некоторые номера, добавлены многие танцы из сочинений русских композиторов, вставлен танец вакханок, счастливый конец был заменён трагическим финалом. Критики, исследователи и также авторы мемуаров уже переименованный балет «Клеопатра» часто называли как «Египетские ночи». Например, в обширном цитировании М. В. Борисоглебским мемуаров Е. М. Люком (Моя работа в балете, Л., 1940) относительно представлений Русских сезонов 1910 года в Берлине и Париже вместо «Клеопатры» использовалось название «Египетские ночи». Е. Р. Беспалова в исследовании парижского периода творчества Л. С. Бакста также обратила внимание на такое несоответствие в письме художника супруге: «Бакст по старинке именует «Клеопатру» «Египетскими ночами», которые тихо шли на родной Мариинской сцене с 8 марта 1908 года».
С. Л. Григорьев описал факты значительной переработки балета по смене названия, переоркестровке и сокращению музыки А. С. Аренского, введению новых номеров, изменению финала и т. д., после чего получалось совершенно иное и новое сочинение. Режиссёр труппы привёл реакцию Фокина: «Но при таких переменах это будет совершенно другой балет!».

## Сюжет
Действие происходит в Египте в I веке до н. э..
Верховный жрец храма благословляет любовь прислужницы храма Береники и молодого охотника Амуна. При появлении Клеопатры сражённый величественной красотой египетской царицы Амун соглашается отказаться от жизни за одну проведённую с ней ночь. Утром Амун выпивает яд. Позабыв о мимолётной связи, Клеопатра встречает торжественное прибытие римского полководца Марка Антония, увенчивая его лавровым венком победителя эфиопов.
Согласно балетной традиции, «Египетские ночи» имели счастливый конец — жрец давал Амуну не яд, а снотворное. В финале герой пробуждался в объятиях Береники. Следуя воззрениям деятелей Мира искусства (роковая любовь несёт смерть), Дягилев настоял на трагической концовке «Клеопатры» — Амун умирал от яда, и балет заканчивался безутешной скорбью Береники у тела возлюбленного.

## Премьеры
Первые исполнения в Мариинском театре, Санкт-Петербург
- 1908 — 8 марта, «Ночь в Египте», одноактный балет на музыку А. С. Аренского, либретто и хореография М. М. Фокина, декорации и костюмы сборные. Благотворительный спектакль Мариинского театра в пользу школ Императорского Женского патриотического общества. Основные исполнители[2]:
  - Береника — А. П. Павлова
  - Амун — М. М. Фокин
  - Клеопатра — Е. И. Тиме
  - Антоний — П. А. Гердт

Среди иных персонажей: Жрец, Раб Клеопатры, Арсиноя (рабыня Клеопатры), египетские танцовщицы, прислужницы храма, еврейские танцовщицы, рабы, римские воины, пленные эфиопы. В различных источниках имя героини передаётся по-разному: в партитуре Аренского — Беренис (фр. Bérénice); в мемуарах и справочниках — Береника, Вереника, в постановках на советской сцене — Вероника.
- 1909 — 19 февраля, премьера одноактного балета «Египетские ночи» при его перенесении на сцену Мариинского театра[2]:
  - Береника — А. П. Павлова (позднее О. И. Преображенская (24.10.1910), Т. П. Карсавина (16.09.1913), В. П. Фокина (29.03.1915)[14] и другие)
  - Амун — М. М. Фокин[13]
  - Клеопатра — Е. И. Тиме
  - Антоний — А. Д. Булгаков
  - Танец с вуалью (Раб Клеопатры и Арсиноя) — В. Ф. Нижинский и О. И. Преображенская[13]
  - Танец еврейской девушки — Т. П. Карсавина[2]

## Возобновления
Постановка Фокина «Египетские ночи» (1909) многократно повторялась на сценах театров Советского Союза:
- 1920 — 19 сентября возобновление по М. М. Фокину в Театре оперы и балета, Петроград. Балетмейстер А. И. Чекрыгин, художники O. K. Аллегри (декорации) и М. П. Зандин (костюмы), дирижёр В. А. Дранишников; Вероника — Л. Ф. Шоллар, Клеопатра — М. А. Макарова, Амун — А. И. Вильтзак[2]
- 1923 — 6 мая возобновление в Театре оперы и балета, Петроград; балетмейстеры Ф. В. Лопухов и А. И. Чекрыгин, сценография O. K. Аллегри и М. П. Зандина, дирижёр А. В. Гаук; Вероника — К. П. Маклецова, Клеопатра — О. М. Яковлева, Амун — М. А. Дудко, Антоний — И. Ф. Кшесинский[2]
- 1962 — 15 декабря, Театр им. Кирова, Ленинград; декорации Н. З. Мельникова и костюмы Н. А. Тихонова, дирижёр Ю. В. Гамалей; Вероника — К. И. Федичева, Клеопатра — А. Я. Шелест, Амун — Б. Я. Брегвадзе, Антоний — В. Д. Ухов[2]

В театрах других городов СССР: Свердловск (1938, И. И. Арбатов), Куйбышев (1958, Н. В. Данилова), Казань (1959, Л. А. Бордзиловская), Саратов (1959, В. Т. Адашевский), Сыктывкар (1972, Л. А. Бордзиловская) и другие.
- 2009 — в апреле в Римском оперном театре было объявлено о возобновлении балета «Клеопатра» к 100-летию первого балетного Русского сезона 1909 года[15]. Постановка повторяет первую редакцию Фокина «Египетские ночи» и во многом (в плане музыки и хореографии) аналогична одноимённому фильму-балету К. М. Сергеева (Лентелефильм, 1988), так как в спектакле использована только музыка А. С. Аренского без внесённых в 1909 году дополнительных танцев русских композиторов. Например, отсутствует «Вакханалия» из картины «Осень» балета «Времена года» А. К. Глазунова. Кроме того в данной версии задействован персонаж Марк Антоний, которого не должно быть в балете М. М. Фокина «Клеопатра». Помимо ошибочного названия в заблуждение также вводит декорация по эскизу Л. С. Бакста. Очевидно под данной постановкой подразумевается возобновление балета Фокина «Египетские ночи».

## На телевидении
- 1988 — телефильм-балет «Египетские ночи» по редакции М. М. Фокина. «Лентелефильм». Балетмейстер К. М. Сергеев, режиссёр Е. В. Попова; в ролях: Вероника — А. П. Дмитриева, Клеопатра — А. А. Асылмуратова, Амун — Ф. С. Рузиматов.

## Восприятие и оценки
М. В. Борисоглебский писал о балете: «В 1908 году постановка «Египетских ночей» вызвала уже неоспоримые восторги; число недоброжелателей сократилось до минимума. Фокин одерживал победу за победой. <…> 1909 год был самым триумфальным в балетмейстерской деятельности Фокина. Парижский сезон 1909 года утвердил мировую славу русского балета».
Ф. В. Лопухов отметил выгодное и разительное отличие «Египетских ночей» от балета «Дочь фараона», но признавая ошибку балетмейстера при смешении различных стилей и эпох, оправдывал это его тягой к эксперименту. Ф. В. Лопухов указывал на жизнеспособность новаторских поисков М. М. Фокина, о чём свидетельствует использование ключа «Египетских ночей» Л. В. Якобсоном в балете «Спартак»: «и это производит впечатление открытия „нового, никогда небывалого“ хореографического стиля». Балетмейстер изложил свои юношеские впечатления от спектакля: «Рядом с хореографией Петипа фокинская выглядела переворотом. Перед нами развернулась лента оживших изображений легендарного Египта. Движения, позы, костюмы, аксессуары привлекали небывалой экзотикой. Как никто, Фокин ощущал танцевальность своих образов и умел её воплощать».

## Комментарии
1. ↑  В первом варианте балета под названием «Египетские ночи» персонаж носил имя Вереника (Береника в афишах), в его второй редакции под названием «Клеопатра», отличавшейся трагическим концом, это имя было изменено на Таор.